# Nicolau Nikolaevich da Rússia (1856–1929)
Nicolau Nikolaevich da Rússia (6 de novembro de 1856 - 5 de janeiro de 1929) foi um general russo durante a Primeira Guerra Mundial. Neto do czar Nicolau I da Rússia, era Comandante em chefe dos Exércitos Russos na frente de combate principal durante o primeiro ano de guerra, sendo substituído pelo seu primo em segundo grau, o czar Nicolau II da Rússia. Mais tarde foi um comandante bem-sucedido da frente de combate do Cáucaso.
Durante a Primeira Guerra Mundial, desempenhou um papel importante. Embora tido em alta conta por Paul von Hindenburg, ele lutou com a tarefa colossal de liderar o esforço de guerra da Rússia contra a Alemanha na Frente Oriental, incluindo estratégia, tática, logística e coordenação com o governo em Moscou. Após a Ofensiva Gorlice-Tarnów em 1915, o czar Nicolau substituiu o grão-duque como comandante-em-chefe do exército. Mais tarde, ele foi um comandante-chefe bem-sucedido na região do Cáucaso.
Casou-se com a princesa Anastásia do Montenegro, irmã da princesa Milica do Montenegro que era casada com o seu irmão mais novo, Pedro Nikolaevich da Rússia. O casal não teve filhos. Era uma das poucas figuras da família Romanov que se relacionava com o czar Nicolau II da Rússia e a sua família. Após a Revolução Russa de 1917, fugiu do país a bordo do couraçado HMS Marlborough, enviado pelo rei Jorge V do Reino Unido para resgatar membros da família imperial que se encontrassem na Crimeia.
No dia 8 de agosto de 1922, Nicolau foi proclamado "Imperador de todas as Rússias" por um conselho religioso que pretendia anular a proclamação do grão-duque Cirilo Vladimirovich. Contudo nenhum dos dois poderia subir ao trono devido à abolição da monarquia e as suas pretensões de nada valeram.
Nicolau morreu de causas naturais durante o exílio na França, no dia 5 de janeiro de 1929.